# Соня Бейби
Соня Бейби (на английски: Sonia Baby) е испанска порнографска актриса, родена на 16 април 1981 г. в град Елче, провинция Аликанте, автономна област Валенсия, Испания.

## Награди
- 2006: Ninfa награда на Международния еротичен филмов фестивал в Барселона награда за най-добра актриса в Испания – „Мантис“.[3]